# Andrena genalis
Andrena genalis är en biart som beskrevs av Morawitz 1880. Andrena genalis ingår i släktet sandbin, och familjen grävbin. Inga underarter finns listade i Catalogue of Life.